# Nowy Zamek w Żywcu
Nowy Zamek w Żywcu – klasycystyczny pałac znajdujący się w Żywcu.

## Historia
Pałac został zaprojektowany z polecenia arcyksięcia Albrechta przez Karola Pietschkę, był kilkakrotnie przebudowywany. W latach 1893–1895 powstało nowe skrzydło pokryte szklanym dachem, w którym urządzono sypialnie i pokoje gościnne. 
Kolejnej rozbudowy dokonano, gdy dobra żywieckie przejął po zmarłym wuju Karol Stefan. Wtedy to dobudowano pawilon na przedłużenie skrzydła południowego, w którym na piętrze mieściła się sala balowa, o wymiarach 10,5x18,0 m, tzw. lustrzana, ponieważ była wypełniona taflami lustrzanymi. Ostatniej rozbudowy dokonano w 1911, dobudowując trzyosiowy ryzalit z dwoma bocznymi balkonami, zwieńczony klasycznym tympanonem z herbem Habsburgów. 
Urządzenie wnętrz powierzono artystom krakowskim: Tadeuszowi Stryjeńskiemu i Franciszkowi Mączyńskiemu. Arcyksiążę Karol Stefan był miłośnikiem sztuki, za jego sprawą powstał na zamku zbiór obrazów malarzy polskich i europejskich. Pracował dla niego m.in. Wojciech Kossak. Słynna była też kolekcja sreber o wadze około 500 kg zgromadzona na zamku, wywieziona w czasie wojny przez Niemców. 
Po wojnie w pałacu została założona szkoła: Zespół Szkół Drzewnych i Leśnych, technikum zajmujące czołowe miejsce wśród szkół średnich Powiatu Żywieckiego. Od września 2013 roku szkoła decyzją władz miasta została przeniesiona do Sporysza na ul. Grunwaldzką 9.
Po tym wydarzeniu rodzina Habsburgów wystąpiła z wnioskiem o zwrot majątku.
We wrześniu 2001 roku do zamku powróciła córka arcyksięcia Karola Olbrachta, księżna Maria Krystyna Altenburg, dla której urządzono mieszkanie w jednym ze skrzydeł dawnej rezydencji (w miejscu, gdzie w przeszłości znajdowała się kręgielnia). Księżna mieszkała tam do swojej śmierci w 2012 roku. 
Pałac 25 lutego 1987 został wpisany do rejestru zabytków pod numerem A-486.

## Galeria

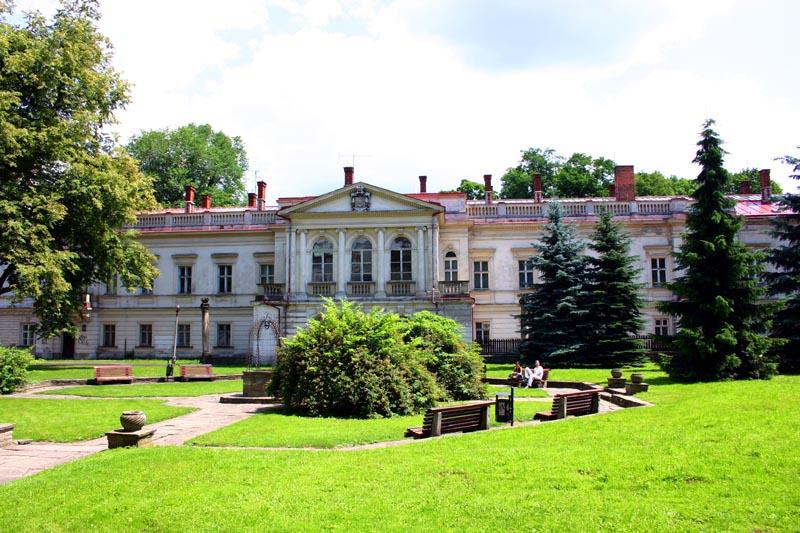
Elewacja zachodnia pałacu w 2006 roku
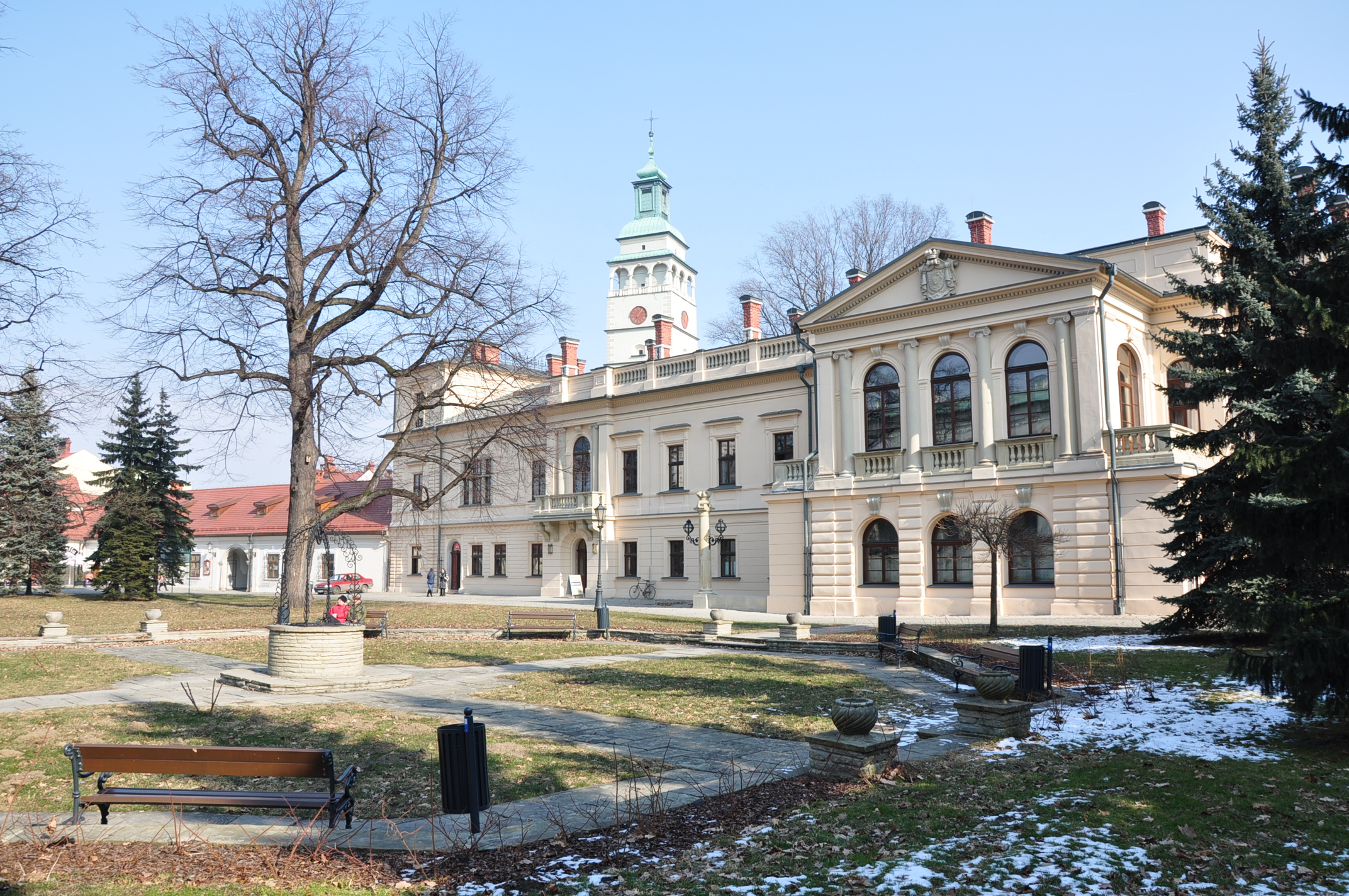
Elewacja zachodnia pałacu w 2011 roku
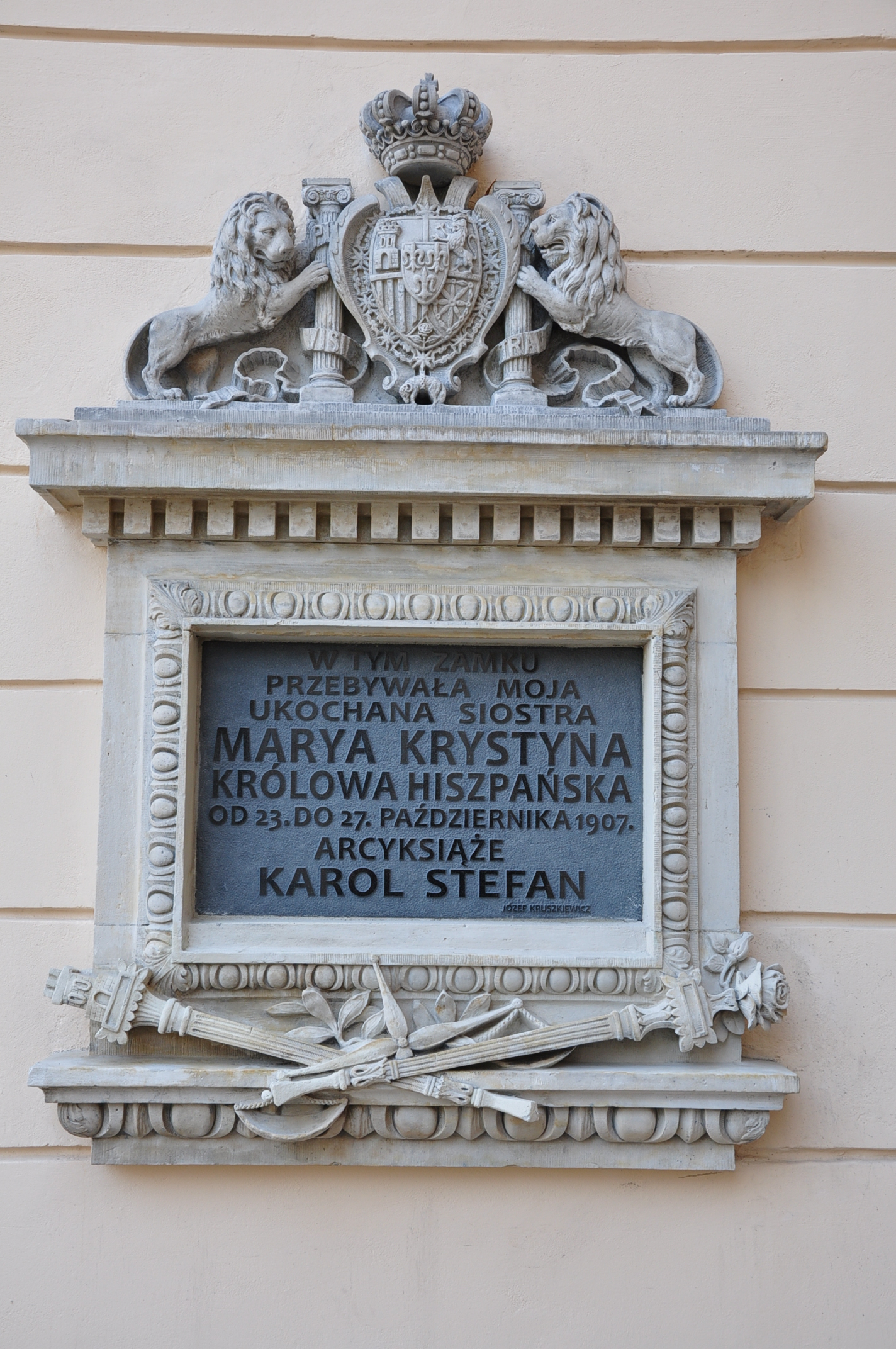
Tablica upamiętniająca pobyt Marii Krystyny, królowej Hiszpanii w 1907 roku
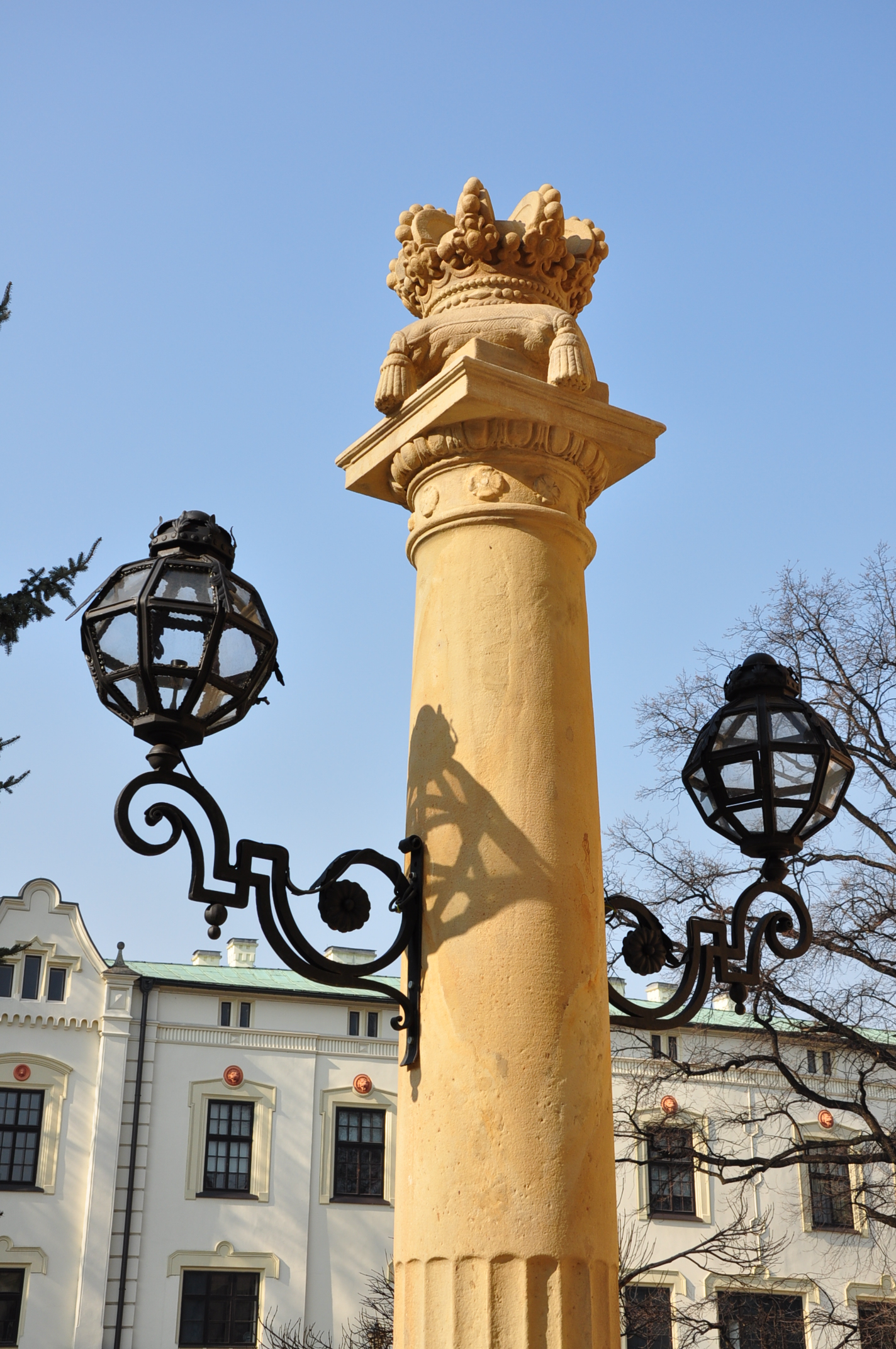
Latarnia pałacowa
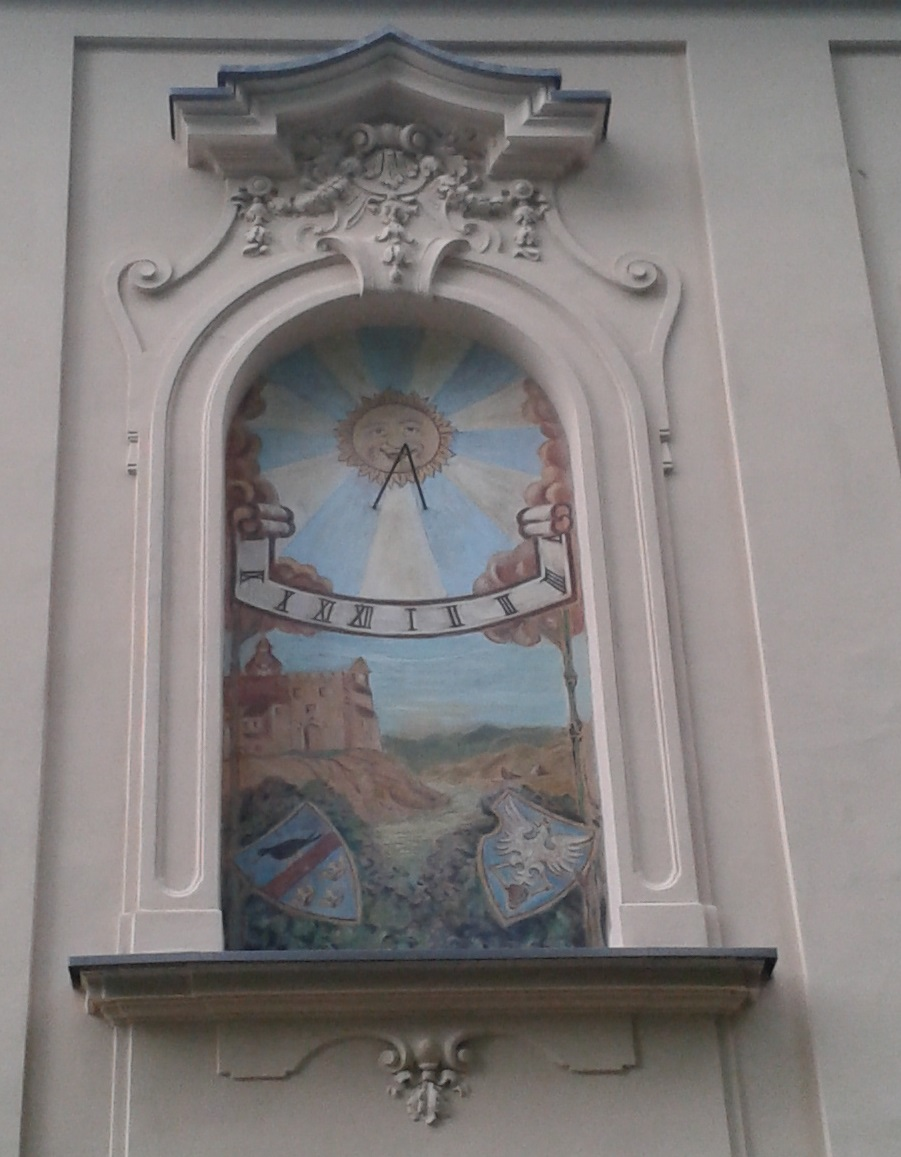
Zegar słoneczny
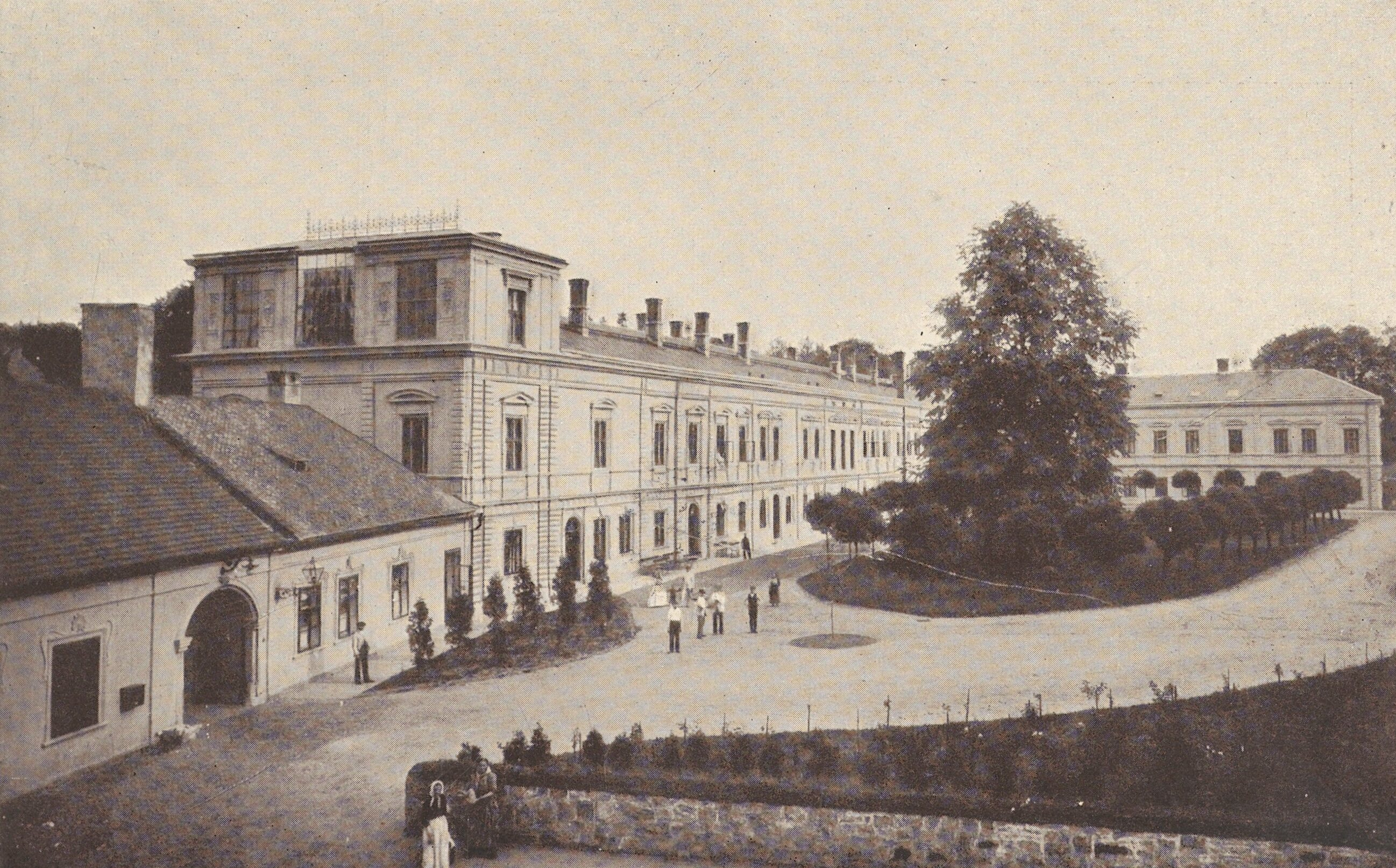
Pałac przed 1911